# نوریتاکا فوجیساوا
نوریتاکا فوجیساوا (انگلیسی: Noritaka Fujisawa؛ زادهٔ ۲۳ اوت ۱۹۸۸) بازیکن فوتبال اهل ژاپن است.